# 北鱈
北鱈為輻鰭魚綱鱈形目鱈科的其中一種，分布於北極圈海域，本魚尾鰭深叉形，下頜略長於上頜，下巴觸鬚非常小，沒有在頭部上的側線孔，鱗片小且深嵌，不是部分重疊。體褐色並沿著背面有許多細的點;側邊與腹面銀色；鰭暗色的有灰白的邊緣，體長可達40公分，棲息在沿海海域，屬肉食性，以橈腳類、端足類、魚類等為食，為高經濟價值的食用魚。 